# Мастерс Цинциннаті
Мастерс Цинциннаті (поточна назва Western & Southern Open) — щорічний відкритий тенісний турнір, що проводиться в  Мейсоні, передмісті Цинциннаті, штат Огайо, США. Турнір уперше проведено 18 вересня 1899 року,  і на сьогодні він є найстарішим тенісним турніром у США, що не змінював місця проведення.
Чоловіча частина турніру належить до одного з дев'яти турнірів Masters 1000. Жіноча частина  належить до турнірів Premier 5.

## Фінали

### Чоловіки. Одиночний розряд
| Рік   | Чемпіон                                           | Медаліст                                          | Рахунок                                           |
| ----- | ------------------------------------------------- | ------------------------------------------------- | ------------------------------------------------- |
| 1899  | Нат Емерсон                                       | Дадлі Сатфін                                      | 8–6, 6–1, 10–8                                    |
| 1900  | Реймонд Д. Літтл                                  | Нат Емерсон                                       | 6–2 6–4 6–2                                       |
| 1901  | Реймонд Д. Літтл                                  | Крейґ Коллінз                                     | 2–6, 8–6, 6–4, 7–5                                |
| 1902  | Реймонд Д. Літтл                                  | Крейґ Коллінз                                     | 3–6, 6–8, 6–4, 6–1, 6–2                           |
| 1903  | Крейґ Коллінз                                     | Реймонд Д. Літтл                                  | 11–9, 4–6, 6–1, 3–6, 6–4                          |
| 1904  | Білс Райт                                         | Л. Гаррі Вейднер                                  | 7–5, 6–0, 6–3                                     |
| 1905  | Білс Райт                                         | Крейґ Коллінз                                     | 6–3, 7–5, 4–6, 7–9, 6–3                           |
| 1906  | Білс Райт                                         | Роберт Лерой                                      | 6–4, 6–4, 4–6, 4–6, 6–2                           |
| 1907  | Роберт Лерой                                      | Роберт Чонсі Сівер                                | 8–6, 6–8, 6–2, 6–0                                |
| 1908  | Роберт Лерой                                      | Нат Емерсон                                       | 6–0, 7–5, 6–4                                     |
| 1909  | Роберт Лерой                                      | Нат Емерсон                                       | 6–3, 3–6, 6–0, 1–6, 6–3                           |
| 1910  | Річард Г. Палмер                                  | Воллас Ф. Джонсон                                 | 11–9, 6–3, 6–4                                    |
| 1911  | Річард Г. Палмер                                  | Richard Bishop                                    | 14–12, 6–4, 8–6                                   |
| 1912  | Густав Ф. Тушар                                   | Річард Г. Палмер                                  | 6–1, 6–2, 7–5                                     |
| 1913  | William S. McElroy                                | Густав Ф. Тушар                                   | default                                           |
| 1914  | William S. McElroy                                | William Hoag                                      | 6–4, 1–6, 6–4, 6–2                                |
| 1915  | Кларенс Ґріффін                                   | William S. McElroy                                | 6–4, 6–3, 6–3                                     |
| 1916  | Білл Джонстон                                     | Кларенс Ґріффін                                   | default                                           |
| 1917  | Фріц Бастіан                                      | John G. MacKay                                    | 4–6, 6–4, 6–1, 6–2                                |
| 1918  | Tournament suspended due to World War I           | Tournament suspended due to World War I           | Tournament suspended due to World War I           |
| 1919  | Фріц Бастіан                                      | Джон Ф. Геннессі                                  | 2–6, 6–4, 6–1, 6–4                                |
| 1920  | Джон Ф. Геннессі                                  | Волтер Вестбрук                                   | 8–10, 6–3, 6–3, 6–4                               |
| 1921  | Tournament suspended                              | Tournament suspended                              | Tournament suspended                              |
| 1922  | Луїс Кулер                                        | Edwin Haupt                                       | 6–3, 6–1, 6–1                                     |
| 1923  | Луїс Кулер                                        | Пол Канкел                                        | 6–3, 6–3, 6–2                                     |
| 1924  | Джордж Лот                                        | Пол Канкел                                        | 2–6, 13–11, 6–4, 6–3                              |
| 1925  | Джордж Лот                                        | Джуліус Саґаловскі                                | 6–3, 7–5, 6–1                                     |
| 1926  | William Tilden                                    | Джордж Лот                                        | 4–6, 6–3, 7–9, 6–4, 6–3                           |
| 1927  | Джордж Лот                                        | Emmett Pare                                       | 6–4, 6–4, 6–2                                     |
| 1928  | Emmett Pare                                       | Гарріс Коґґешолл                                  | 2–6, 6–1, 6–4, 6–4                                |
| 1929  | Герберт Боумен                                    | Джуліус Селіґсон                                  | 2–6, 6–4, 6–4, 6–1                                |
| 1930  | Френк Шилдс                                       | Emmett Pare                                       | 6–2, 6–4, 3–6, 2–6, 6–1                           |
| 1931  | Кліфф Саттер                                      | Bruce Barnes                                      | 6–3, 6–2, 3–6, 6–3                                |
| 1932  | Джордж Лот                                        | Френк Паркер                                      | 5–7, 6–2, 4–6, 6–0, 6–3                           |
| 1933  | Браян Ґрант                                       | Френк Паркер                                      | 11–9, 6–2, 1–6, 7–5                               |
| 1934  | Генрі Прусофф                                     | Артур Гендрікс                                    | 6–3, 6–2, 4–6, 6–4                                |
| 1935  | Tournament suspended due to the Great Depression' | Tournament suspended due to the Great Depression' | Tournament suspended due to the Great Depression' |
| 1936  | Боббі Ріґґс                                       | Charles Harris                                    | 6–1, 6–3, 6–1                                     |
| 1937  | Боббі Ріґґс                                       | John McDiarmid                                    | 6–3, 6–3, 4–6, 6–3                                |
| 1938  | Боббі Ріґґс                                       | Френк Паркер                                      | 6–1, 7–5, 6–3                                     |
| 1939  | Браян Ґрант                                       | Френк Паркер                                      | 4–6, 6–3, 6–1, 2–6, 6–4                           |
| 1940  | Боббі Ріґґс                                       | Артур Маркс                                       | 11–9, 6–2, 4–6, 6–8, 6–1                          |
| 1941  | Френк Паркер                                      | Вільям Талберт                                    | 6–2, 6–2, 6–4                                     |
| 1942  | Панчо Сегура                                      | Вільям Талберт                                    | 1–6, 6–2, 6–4, 12–10                              |
| 1943  | Вільям Талберт                                    | Сеймур Ґрінберґ                                   | 6–1, 6–2, 6–3                                     |
| 1944  | Панчо Сегура                                      | Вільям Талберт                                    | 9–11, 6–2, 7–5, 2–6, 7–5                          |
| 1945  | Вільям Талберт                                    | Елвуд Кук                                         | 6–2, 7–9, 6–2                                     |
| 1946  | Nick Carter                                       | George Richards                                   | 6–1, 6–1                                          |
| 1947  | Вільям Талберт                                    | Джордж Перо                                       | 6–1, 6–0, 6–0                                     |
| 1948  | Herbert Behrens                                   | Ірвін Дорфман                                     | 7–5, 11–9, 2–6, 6–8, 6–4                          |
| 1949  | Джеймс Брінк                                      | Арнолд Сол                                        | 6–4, 6–8, 6–4, 6–0                                |
| 1950  | Гленн Бассетт                                     | Hamilton Richardson                               | 6–2, 4–6, 6–1, 6–1                                |
| 1951  | Тоні Траберт                                      | Вільям Талберт                                    | 5–7, 4–6, 6–4, 6–3, 6–4                           |
| 1952  | Ноел Браун                                        | Фред Гаґіст                                       | 6–4, 0–6, 2–0, ret.                               |
| 1953  | Тоні Траберт                                      | Hamilton Richardson                               | 10–8, 6–3, 6–4                                    |
| 1954  | Стрейт Кларк                                      | Сем Джаммалва                                     | 8–6, 6–1, 6–1                                     |
| 1955  | Бернард Барцен                                    | Тоні Траберт                                      | 7–9, 11–9, 6–4                                    |
| 1956  | Едвард Мойлан                                     | Бернард Барцен                                    | 6–0, 6–3, 6–3                                     |
| 1957  | Бернард Барцен                                    | Грант Голден                                      | 6–4, 7–5, 6–4                                     |
| 1958  | Бернард Барцен                                    | Сем Джаммалва                                     | 7–5, 6–3, 6–2                                     |
| 1959  | Вітні Рід                                         | Доналд Делл                                       | 1–6, 7–5, 6–3, 6–3                                |
| 1960  | Мігель Ольвера                                    | Кроуфорд Генрі                                    | 4–6, 9–7, 6–4                                     |
| 1961  | Аллен Фокс                                        | Billy Lenoir                                      | 3–6, 8–6, 6–2, 6–1                                |
| 1962  | Марті Ріссен                                      | Аллен Фокс                                        | 1–6, 6–2, 6–2, 6–3                                |
| 1963  | Марті Ріссен                                      | Herbert Fitzgibbon                                | 6–1, 6–3, 7–5                                     |
| 1964  | Герб Фітцгіббон                                   | Роберт Браєн                                      | 6–1, 6–3, 6–1                                     |
| 1965  | Billy Lenoir                                      | Herbert Fitzgibbon                                | 1–6, 6–3, 6–3, 9–7                                |
| 1966  | David Power                                       | William Harris                                    | 7–5, 3–6, 0–6, 6–1, 6–2                           |
| 1967  | Хоакін Лойо-Майо                                  | Хайме Фійоль                                      | 8–6, 6–1                                          |
| 1968  | William Harris                                    | Tom Т Гормен                                      | 3–6, 6–2, 6–2                                     |
| 1969  | Кліфф Річі                                        | Аллан Стоун                                       | 6–1, 6–2                                          |
| 1970  | Кен Роузволл                                      | Кліфф Річі                                        | 7–9, 9–7, 8–6                                     |
| 1971  | Стен Сміт                                         | Хуан Хісберт                                      | 7–6, 6–3                                          |
| 1972  | Джиммі Коннорс                                    | Гільєрмо Вілас                                    | 6–3, 6–3                                          |
| 1973  | Іліє Настасе                                      | Мануель Орантес                                   | 5–7, 6–3, 6–4                                     |
| 1974  | Марті Ріссен                                      | Robert Lutz                                       | 7–6, 7–6                                          |
| 1975  | Tom Т Гормен                                      | Шервуд Стюарт                                     | 7–5, 2–6, 6–4                                     |
| 1976  | Роско Таннер                                      | Едді Діббс                                        | 7–6, 6–3                                          |
| 1977  | Гаролд Соломон                                    | Mark Cox                                          | 6–2, 6–3                                          |
| 1978  | Едді Діббс                                        | Рауль Рамірес                                     | 5–7, 6–3, 6–2                                     |
| 19791 | Пітер Флемінг                                     | Роско Таннер                                      | 6–4, 6–2                                          |
| 1980  | Гаролд Соломон                                    | Франсіско Гонсалес                                | 7–6, 6–3                                          |
| 1981  | Джон Макінрой                                     | Кріс Люїс                                         | 6–3, 6–4                                          |
| 1982  | Іван Лендл                                        | Стів Дентон                                       | 6–2, 7–6                                          |
| 1983  | Матс Віландер                                     | Джон Макінрой                                     | 6–4, 6–4                                          |
| 1984  | Матс Віландер                                     | Андерс Яррід                                      | 7–6, 6–3                                          |
| 1985  | Борис Бекер                                       | Матс Віландер                                     | 6–4, 6–2                                          |
| 1986  | Матс Віландер                                     | Джиммі Коннорс                                    | 6–4, 6–1                                          |
| 1987  | Стефан Едберг                                     | Борис Бекер                                       | 6–4, 6–1                                          |
| 1988  | Матс Віландер                                     | Стефан Едберг                                     | 3–6, 7–6, 7–6                                     |
| 1989  | Бред Гілберт                                      | Стефан Едберг                                     | 6–4, 2–6, 7–6                                     |
| 1990  | Стефан Едберг                                     | Бред Гілберт                                      | 6–1, 6–1                                          |
| 1991  | Гі Форже                                          | Піт Сампрас                                       | 2–6, 7–6, 6–4                                     |
| 1992  | Піт Сампрас                                       | Іван Лендл                                        | 6–3, 3–6, 6–3                                     |
| 1993  | Майкл Чанг                                        | Стефан Едберг                                     | 7–5, 0–6, 6–4                                     |
| 1994  | Майкл Чанг                                        | Стефан Едберг                                     | 6–2, 7–5                                          |
| 1995  | Андре Агассі                                      | Майкл Чанг                                        | 7–5, 6–2                                          |
| 1996  | Андре Агассі                                      | Майкл Чанг                                        | 7–6, 6–4                                          |
| 1997  | Піт Сампрас                                       | Томас Мустер                                      | 6–3, 6–4                                          |
| 1998  | Патрік Рафтер                                     | Піт Сампрас                                       | 1–6, 7–6, 6–4                                     |
| 1999  | Піт Сампрас                                       | Патрік Рафтер                                     | 7–6, 6–3                                          |
| 2000  | Томас Енквіст                                     | Тім Генман                                        | 7–6, 6–4                                          |
| 2001  | Густаво Куертен                                   | Патрік Рафтер                                     | 6–1, 6–3                                          |
| 2002  | Карлос Моя                                        | Ллейтон Г'юїтт                                    | 7–5, 7–6                                          |
| 2003  | Енді Роддік                                       | Марді Фіш                                         | 4–6, 7–6(7–3), 7–6(7–4)                           |
| 2004  | Андре Агассі                                      | Ллейтон Г'юїтт                                    | 6–3, 3–6, 6–2                                     |
| 2005  | Роджер Федерер                                    | Енді Роддік                                       | 6–3, 7–5                                          |
| 2006  | Енді Роддік                                       | Хуан Карлос Ферреро                               | 6–3, 6–4                                          |
| 2007  | Роджер Федерер                                    | Джеймс Блейк                                      | 6–1, 6–4                                          |
| 2008  | Енді Маррей                                       | Новак Джокович                                    | 7–6(7–4), 7–6(7–5)                                |
| 2009  | Роджер Федерер                                    | Новак Джокович                                    | 6–1, 7–5                                          |
| 2010  | Роджер Федерер                                    | Марді Фіш                                         | 6–7(5–7), 7–6(7–1), 6–4                           |
| 2011  | Енді Маррей                                       | Новак Джокович                                    | 6–4, 3–0 Ret.                                     |
| 2012  | Роджер Федерер                                    | Новак Джокович                                    | 6–0, 7–6(9–7)                                     |
| 2013  | Рафаель Надаль                                    | Джон Ізнер                                        | 7–6(10–8), 7–6(7–3)                               |
| 2014  | Роджер Федерер                                    | Давид Феррер                                      | 6–3, 1–6, 6–2                                     |
| 2015  | Роджер Федерер                                    | Новак Джокович                                    | 7–6(7–1), 6–3                                     |
| 2016  | Марин Чилич                                       | Енді Маррей                                       | 6–4, 7–5                                          |
| 2017  | Григор Димитров                                   | Нік Киріос                                        | 6–3, 7–5                                          |
| 2018  | Новак Джокович                                    | Роджер Федерер                                    | 6-4, 6-4                                          |
| 2019  | Данило Медведєв                                   | Давід Ґоффен                                      | 7–6(7–3), 6–4                                     |
| 2020  | Новак Джокович (2)                                | Мілош Раонич                                      | 1–6, 6–3, 6–4                                     |
| 2021  | Александр Зверєв                                  | Андрій Рубльов                                    | 6–2, 6–3                                          |
| 2022  | Борна Чорич                                       | Стефанос Ціціпас                                  | 7–6(7–0), 6–2                                     |
| 2023  | Новак Джокович (3)                                | Карлос Алькарас                                   | 5–7, 7–6(9–7), 7–6(7–4)                           |
| 2024  | Яннік Сіннер                                      | Френсіс Тіафо                                     | 7–6(7–4), 6–2                                     |
| 2025  | Карлос Алькарас                                   | Яннік Сіннер                                      | 5–0 ret.                                          |

 Note: The 1979 men's competition was a non-Grand Prix event not bringing any ATP ranking points although named "ATP Championships", run as a rival event to US Pro Championships in Boston. 

### Жінки. Одиночний розряд
| Рік                      | Чемпіонка                                         | Фіналістка                                        | Рахунок                                           |
| ------------------------ | ------------------------------------------------- | ------------------------------------------------- | ------------------------------------------------- |
| 1899                     | Міртл Макатір                                     | Джульєтт Аткінсон                                 | 7–5, 6–1, 4–6, 8–6                                |
| 1900                     | Міртл Макатір                                     | Мод Бенкс                                         | 6–4, 6–8, 6–2, 6–3                                |
| 1901                     | Вайнона Клостермен                                | Джульєтт Аткінсон                                 | 6–2, 8–6, 6–1                                     |
| 1902                     | Мод Бенкс                                         | Вайнона Клостермен                                | 6–2, 6–1                                          |
| 1903                     | Вайнона Клостермен                                | Міртл Макатір                                     | 6–1, 5–7, 6–4                                     |
| 1904                     | Міртл Макатір                                     | Вайнона Клостермен                                | 7–5, 6–3                                          |
| 1905                     | Мей Саттон                                        | Міртл Макатір                                     | 6–0, 6–0                                          |
| 1906                     | Мей Саттон                                        | Флоренс Саттон                                    | 7–5, 6–2                                          |
| 1907                     | Мей Саттон                                        | Марта Кінслі                                      | 6–1, 6–1                                          |
| 1908                     | Марта Кінслі                                      | Марджорі Додд                                     | 4–6, 8–6, 6–2                                     |
| 1909                     | Едіт Геннем                                       | Марта Кінслі                                      | 6–3, 6–1                                          |
| 1910                     | Міріам Стівер                                     | Рія Фейрбейрн                                     | 4–6, 8–6, 6–0                                     |
| 1911                     | Марджорі Додд                                     | Helen McLaughlin                                  | 6–0, 6–2                                          |
| 1912                     | Марджорі Додд                                     | Мей Саттон                                        | default                                           |
| 1913                     | Рут Сендерз Кордз                                 | Марджорі Додд                                     | 6–2, 6–3                                          |
| 1914                     | Рут Сендерз Кордз                                 | Katharine Brown                                   | 7–5, 5–7, 6–2                                     |
| 1915                     | Molla Bjurstedt                                   | Рут Сендерз Кордз                                 | 6–0, 6–4                                          |
| 1916                     | Марта Ґатрі                                       | Marguerite Davis                                  | 6–2, 2–6, 6–1                                     |
| 1917                     | Katharine Brown                                   | Mrs. Willis Adams                                 | 7–5, 0–6, 6–4                                     |
| 1918                     | Tournament suspended due to World War I           | Tournament suspended due to World War I           | Tournament suspended due to World War I           |
| 1919                     | Not contested                                     | Not contested                                     | Not contested                                     |
| 1920                     | Рут Сендерз Кордз                                 | Ruth King                                         | 6–1, 6–0                                          |
| 1921                     | Tournament suspended                              | Tournament suspended                              | Tournament suspended                              |
| 1922                     | Рут Сендерз Кордз                                 | Ольга Страшун Вайл                                | 6–3, 6–4                                          |
| 1923                     | Рут Сендерз Кордз                                 | Клара Луїз Зінк                                   | 6–0, 7–5                                          |
| 1924                     | Ольга Страшун Вайл                                | Клара Луїз Зінк                                   | 6–4, 6–2                                          |
| 1925                     | Marian Leighton                                   | Клара Луїз Зінк                                   | 6–3, 6–2                                          |
| 1926                     | Клара Луїз Зінк                                   | Ольга Страшун Вайл                                | 6–2, 6–2                                          |
| 1927                     | Клара Луїз Зінк                                   | Marian Leighton                                   | 6–4, 4–6, 4–1, ret.                               |
| 1928                     | Марджорі Ґладман                                  | Клара Луїз Зінк                                   | 6–4, 6–4                                          |
| 1929                     | Клара Луїз Зінк                                   | Рут Ріс                                           | 6–2, 6–3                                          |
| 1930                     | Клара Луїз Зінк                                   | Рут Ріс                                           | 6–2, 6–4                                          |
| 1931                     | Клара Луїз Зінк                                   | Рут Ріс                                           | 6–1, 6–1                                          |
| 1932                     | Дороті Вайзел Гек                                 | Клара Луїз Зінк                                   | 6–1, 6–0                                          |
| 1933                     | Muriel Adams                                      | Helen Fulton                                      | 6–4, 6–4                                          |
| 1934                     | Ґрейсін Вілер Келлегер                            | Esther Bartosh                                    | default                                           |
| 1935                     | Tournament suspended due to the Great Depression' | Tournament suspended due to the Great Depression' | Tournament suspended due to the Great Depression' |
| 1936                     | Lila Porter                                       | Вірджинія Голлінґер                               | 6–4, 6–3                                          |
| 1937                     | Вірджинія Голлінґер                               | Моніка Нолен                                      | 6–3, 6–2                                          |
| 1938                     | Вірджинія Голлінґер                               | Марґарет Джессі                                   | 8–6, 1–6, 6–0                                     |
| 1939                     | Catherine Wolf                                    | Вірджинія Голлінґер                               | 6–2, 6–3                                          |
| 1940                     | Еліс Марбл                                        | Ґрейсін Вілер Келлегер                            | 6–3, 6–4                                          |
| 1941                     | Полін Бетц Едді                                   | Mary Arnold                                       | 6–4, 6–3                                          |
| 1942                     | Catherine Wolf                                    | Моніка Нолен                                      | 6–4, 6–1                                          |
| 1943                     | Полін Бетц Едді                                   | Catherine Wolf                                    | 6–0, 6–2                                          |
| 1944                     | Dorothy Bundy Cheney                              | Полін Бетц Едді                                   | 7–5, 6–4                                          |
| 1945                     | Полін Бетц                                        | Dorothy Bundy Cheney                              | 6–2, 6–0                                          |
| 1946                     | Virginia Kovacs                                   | Ширлі Фрай Irvin                                  | 6–4, 6–1                                          |
| 1947                     | Betty Rosenquest                                  | Betty Hulbert James                               | 9–7, 6–2                                          |
| 1948                     | Дороті Гед Ноуд                                   | Mercedes Madden Lewis                             | 6–4, 6–4                                          |
| 1949                     | Магда Рурак                                       | Беверлі Бейкер-Фляйц                              | 6–4, 2–6, 6–0                                     |
| 1950                     | Беверлі Бейкер-Фляйц                              | Магда Рурак                                       | 5–7, 6–3, 9–7                                     |
| 1951                     | Pat Canning Todd                                  | Магда Рурак                                       | 6–3, 6–4                                          |
| 1952                     | Аніта Кантер                                      | Doris Popple                                      | 6–0, 6–1                                          |
| 1953                     | Телма Койн-Лонґ                                   | Аніта Кантер                                      | 7–5, 6–2                                          |
| 1954                     | Луїс Філікс                                       | Ethel Norton                                      | 6–1, 6–3                                          |
| 1955                     | Мімі Арнолд                                       | Barbara Breit                                     | 6–4, 6–3                                          |
| 1956                     | Yola Ramírez Ochoa                                | Mary Ann Mitchell                                 | 7–5, 6–1                                          |
| 1957                     | Луїс Філікс                                       | Pat Naud                                          | 7–5, 2–6, 7–5                                     |
| 1958                     | Gwyn Thomas                                       | Martha Hernandez                                  | 6–1, 6–2                                          |
| 1959                     | Донна Флойд                                       | Carol Hanks                                       | 5–7, 6–2, 6–4                                     |
| 1960                     | Carol Hanks                                       | Ферел Футмен                                      | 6–2, 4–6, 6–3                                     |
| 1961                     | Пічі Келлмаєр                                     | Керо Колдвелл-Гребнер                             | 3–6, 12–10, 7–5                                   |
| 1962                     | Джулі Гелдман                                     | Роберта Елісон                                    | 6–4, 6–4                                          |
| 1963                     | Стефані Дефіна                                    | Джейн Барткович                                   | 7–5, 6–2                                          |
| 1964                     | Джин Даніловіч                                    | Еліс Тим                                          | 6–1, 6–2                                          |
| 1965                     | Стефані Дефіна                                    | Роберта Елісон                                    | 10–8, 5–7, 6–4                                    |
| 1966                     | Джейн Барткович                                   | Пічі Келлмаєр                                     | 6–3, 6–3                                          |
| 1967                     | Джейн Барткович                                   | Петсі Ріппі                                       | 6–4, 6–1                                          |
| 1968                     | Лінда Туеро                                       | Торі Фрец                                         | 6–1, 6–2                                          |
| 1969                     | Леслі Тернер Баурі                                | Гай Шанфро                                        | 1–6, 7–5, 10–10, ret.                             |
| 1970                     | Розмарі Касалс                                    | Ненсі Річі Gunter                                 | 6–3, 6–3                                          |
| 1971                     | Вірджинія Вейд                                    | Лінда Туеро                                       | 6–3, 6–3                                          |
| 1972                     | Маргарет Корт                                     | Івонн Гулагонг                                    | 3–6, 6–2, 7–5                                     |
| 1973                     | Івонн Гулагонг                                    | Кріс Еверт                                        | 6–2, 7–5                                          |
| 1974–1987                | не проводився                                     | не проводився                                     | не проводився                                     |
| 1988                     | Барбара Поттер                                    | Гелен Келесі                                      | 6–2, 6–2                                          |
| 1989–2003                | не проводився                                     | не проводився                                     | не проводився                                     |
| 2004                     | Ліндсі Девенпорт                                  | Віра Звонарьова                                   | 6–3, 6–2                                          |
| 2005                     | Патті Шнідер                                      | Акіко Морігамі                                    | 6–4, 6–0                                          |
| 2006                     | Віра Звонарьова                                   | Катарина Среботнік                                | 6–2, 6–4                                          |
| 2007                     | Анна Чакветадзе                                   | Акіко Морігамі                                    | 6–1, 6–3                                          |
| 2008                     | Надія Петрова                                     | Наталі Деші                                       | 6–2, 6–1                                          |
| ↑ Premier 5 tournament ↑ |                                                   |                                                   |                                                   |
| 2009                     | Єлена Янкович                                     | Дінара Сафіна                                     | 6–4, 6–2                                          |
| 2010                     | Кім Клейстерс                                     | Марія Шарапова                                    | 2–6, 7–6(7–4), 6–2                                |
| 2011                     | Марія Шарапова                                    | Єлена Янкович                                     | 4–6, 7–6(7–3), 6–3                                |
| 2012                     | Лі На                                             | Анджелік Кербер                                   | 1–6, 6–3, 6–1                                     |
| 2013                     | Вікторія Азаренко                                 | Серена Вільямс                                    | 2–6, 6–2, 7–6(8–6)                                |
| 2014                     | Серена Вільямс                                    | Ана Іванович                                      | 6–4, 6–1                                          |
| 2015                     | Серена Вільямс (2)                                | Симона Халеп                                      | 6–3, 7–6(7–5)                                     |
| 2016                     | Кароліна Плішкова                                 | Анджелік Кербер                                   | 6–3, 6–1                                          |
| 2017                     | Гарбінє Мугуруса                                  | Симона Халеп                                      | 6–1, 6–0                                          |
| 2018                     | Кікі Бертенс                                      | Симона Халеп                                      | 2-6, 7-6(8-6), 6-2                                |
| 2019                     | Медісон Кіз                                       | Світлана Кузнєцова                                | 7–5, 7–6(7–5)                                     |
| 2020                     | Вікторія Азаренко                                 | Наомі Осака                                       | без гри                                           |
| 2021                     | Ешлі Барті                                        | Джил Тайхманн                                     | 6–3, 6–1                                          |
| 2022                     | Каролін Гарсія                                    | Петра Квітова                                     | 6–2, 6–4                                          |
| 2023                     | Корі Гофф                                         | Кароліна Мухова                                   | 6–3, 6–4                                          |
| 2024                     | Аріна Соболенко                                   | Джессіка Пегула                                   | 6–3, 7–5                                          |
| 2025                     | Іга Свьонтек                                      | Жасмін Паоліні                                    | 7–5, 6–4                                          |

### Чоловіки. Парний розряд
Наведено перелік фіналів з початку відкритої ери. 
| Рік  | Чемпіони                            | Фіналісти                         | Рахунок                   |
| ---- | ----------------------------------- | --------------------------------- | ------------------------- |
| 1968 | Ron Goldman Вільям Браун            | Хоакін Лойо-Майо Хайме Фійоль     | 10–8, 6–3                 |
| 1969 | Bob Lutz Стен Сміт                  | Артур Еш Чарлі Пасарелл           | 6–3, 6–4                  |
| 1970 | Іліє Настасе Йон Ціріак             | Боб Г'юїтт Фрю Макміллан          | 6–3, 6–4                  |
| 1971 | Стен Сміт Ерік Ван Діллен           | Сенді Меєр Роско Таннер           | 6–4, 6–4                  |
| 1972 | Боб Г'юїтт Фрю Макміллан            | Пол Геркен Хумфрі Хос             | 7–6, 6–4                  |
| 1973 | Джон Александер Філ Дент            | Браян Готтфрід Рауль Рамірес      | 1–6, 7–6, 7–6             |
| 1974 | Дік Делл Шервуд Стюарт              | James Delaney Джон Вітлінгер      | 4–6, 7–6, 6–2             |
| 1975 | Філ Дент Кліфф Дрісдейл             | Марсельйо Лара Хоакін Лойо-Майо   | 7–6, 6–4                  |
| 1976 | Стен Сміт Ерік Ван Діллен           | Едді Діббс Гаролд Соломон         | 6–1, 6–1                  |
| 1977 | Джон Александер Філ Дент            | Боб Г'юїтт Роско Таннер           | 6–3, 7–6                  |
| 1978 | Джін Меєр Рауль Рамірес             | Ісмаїл Ель-Шафей Браян Феерлі     | 6–3, 6–3                  |
| 1979 | Браян Готтфрід Іліє Настасе         | Bob Lutz Стен Сміт                | 1–6, 6–3, 7–6             |
| 1980 | Брюс Менсон Браян Тічер             | Войцех Фібак Іван Лендл           | 6–7, 7–5, 6–4             |
| 1981 | Джон Макінрой Ферді Тейган          | Bob Lutz Стен Сміт                | 7–6, 6–3                  |
| 1982 | Пітер Флемінг Джон Макінрой         | Стів Дентон Марк Едмондсон        | 6–2, 6–3                  |
| 1983 | Віктор Амая Тім Галліксон           | Карлус Кірмайр Кассіу Мотта       | 6–4, 6–3                  |
| 1984 | Франсіско Гонсалес Matt Mitchell    | Сенді Меєр Балаж Тароці           | 4–6, 6–3, 7–6             |
| 1985 | Стефан Едберг Андерс Яррід          | Йоакім Нюстрем Матс Віландер      | 4–6, 6–2, 6–3             |
| 1986 | Марк Кратцманн Кім Ворвік           | Крісто Стейн Дані Віссер          | 6–3, 6–4                  |
| 1987 | Кен Флек Роберт Сегусо              | Стів Дентон Джон Фіцджеральд      | 7–5, 6–3                  |
| 1988 | Рік Ліч Джим П'ю                    | Джим Гребб Патрік Макінрой        | 6–2, 6–4                  |
| 1989 | Кен Флек Роберт Сегусо              | Пітер Олдріч Дані Віссер          | 6–4, 6–4                  |
| 1990 | Дерен Кейгілл Марк Кратцманн        | Ніл Брод Гері Мюллер              | 7–6, 6–4                  |
| 1991 | Кен Флек Роберт Сегусо              | Грант Коннелл Гленн Мічібата      | 6–3, 6–4                  |
| 1992 | Тодд Вудбрідж Марк Вудфорд          | Патрік Макінрой Джонатан Старк    | 7–6, 6–4                  |
| 1993 | Андре Агассі Петр Корда             | Стефан Едберг Генрік Гольм        | 6–4, 7–6                  |
| 1994 | Алекс О'Браєн Сендон Столл          | Вейн Феррейра Марк Кратцманн      | 7–6, 3–6, 6–3             |
| 1995 | Тодд Вудбрідж Марк Вудфорд          | Марк Ноулз Деніел Нестор          | 6–4, 6–4                  |
| 1996 | Марк Ноулз Деніел Нестор            | Сендон Столл Циріл Сук            | 6–2, 7–5                  |
| 1997 | Тодд Вудбрідж Марк Вудфорд          | Марк Філіппуссіс Патрік Рафтер    | 6–4, 6–2                  |
| 1998 | Марк Ноулз Деніел Нестор            | Олів'є Делетр Фабріс Санторо      | 6–1, 2–1, ret.            |
| 1999 | Байрон Блек Йонас Бйоркман          | Тодд Вудбрідж Марк Вудфорд        | 6–1, 2–6, 7–6             |
| 2000 | Тодд Вудбрідж Марк Вудфорд          | Елліс Феррейра Рік Ліч            | 7–6, 6–4                  |
| 2001 | Магеш Бгупаті Леандер Паес          | Мартін Дамм Давід Пріносіл        | 7–6, 6–3                  |
| 2002 | Джеймс Блейк Тодд Мартін            | Магеш Бгупаті Макс Мирний         | 7–5, 6–3                  |
| 2003 | Боб Браян Майк Браян                | Вейн Артурс Пол Генлі             | 7–6, 6–4                  |
| 2004 | Марк Ноулз Деніел Нестор            | Йонас Бйоркман Тодд Вудбрідж      | 7–6, 6–3                  |
| 2005 | Йонас Бйоркман Макс Мирний          | Вейн Блек Кевін Улльєтт           | 6–4, 5–7, 6–2             |
| 2006 | Йонас Бйоркман Макс Мирний          | Боб Браян Майк Браян              | 7–6, 6–4                  |
| 2007 | Джонатан Ерліх Енді Рам             | Боб Браян Майк Браян              | 4–6, 6–3, [13–11]         |
| 2008 | Боб Браян Майк Браян                | Джонатан Ерліх Енді Рам           | 4–6, 7–6(7–2), [10–7]     |
| 2009 | Деніел Нестор Ненад Зімоньїч        | Боб Браян Майк Браян              | 3–6, 7–6(7–2), [15–13]    |
| 2010 | Боб Браян Майк Браян                | Магеш Бгупаті Макс Мирний         | 6–3, 6–4                  |
| 2011 | Магеш Бгупаті Леандер Паес          | Мікаель Льодра Ненад Зімоньїч     | 7–6(7–4), 7–6(7–2)        |
| 2012 | Роберт Ліндстедт Горія Текеу        | Магеш Бгупаті Роган Бопанна       | 6–4, 6–4                  |
| 2013 | Боб Браян Майк Браян                | Марсель Гранольєрс Марк Лопес     | 6–4, 4–6, [10-4]          |
| 2014 | Боб Браян Майк Браян                | Вашек Поспішил Джек Сок           | 6–3, 6–2                  |
| 2015 | Деніел Нестор Едуар Роже-Васслен    | Марцін Матковський Ненад Зімоньїч | 6–2, 6–2                  |
| 2016 | Іван Додіг Марсело Мело             | Жан-Жульєн Рожер Горія Текеу      | 7–6(7–5), 6–7(5–7) [10-6] |
| 2017 | П'єр-Юг Ербер Ніколя Маю            | Джеймі Маррей Бруно Соарес        | 7–6(8–6), 6–4             |
| 2018 | Джеймі Маррей Бруно Соарес          | Хуан Себастьян Кабаль Роберт Фара | 4–6, 6–3, [10–6]          |
| 2019 | Іван Додіг Філіп Полашек            | Хуан Себастьян Кабаль Роберт Фара | 4–6, 6–4, [10–6]          |
| 2020 | Пабло Карреньо Буста Алекс де Мінор | Джеймі Маррей Ніл Скупскі         | 6–2, 7–5                  |
| 2021 | Марсель Гранольєрс Орасіо Себальйос | Стів Джонсон Остін Крайчек        | 7–6(7–5), 7–6(7–5)        |
| 2022 | Ражів Рам Джо Солсбері              | Тім Пюц Майкл Вінус               | 7–6(7–4), 7–6(7–5)        |
| 2023 | Максімо Гонсалес Андрес Мольтені    | Джеймі Маррей Майкл Вінус         | 3–6, 6–1, [11–9]          |
| 2024 | Марсело Аревало Мате Павич          | Маккензі Макдоналд Alex Michelsen | 6–2, 6–4                  |
| 2025 | Нікола Мектич Ражів Рам             | Лоренцо Музетті Лоренцо Сонего    | 4–6, 6–3, [10–5]          |

### Жінки. Парний розряд
Наведено результати фіналів з початку відкритої ери. 
| Рік                      | Чемпіонки                             | Фіналістки                                        | Рахунок                 |
| ------------------------ | ------------------------------------- | ------------------------------------------------- | ----------------------- |
| 1968                     | Емілі Беррер Лінда Туеро              | Пеггі Мішел Carol Gay                             | 6–2, 6–3                |
| 1969                     | Керрі Гарріс Валері Зігенфасс         | Емілі Беррер Пем Річмонд                          | 6–3, 9–7                |
| 1970                     | Розі Казалс Гейл Шанфро               | Гелен Гурлей Пат Вокден                           | 12–10, 6–1              |
| 1971                     | Гелен Гурлей Лінда Туеро              | Гейл Шанфро Вінні Шоу                             | 6–4, 6–4                |
| 1972                     | Розі Казалс Гай Шанфро                | Бренда Керк Пет Преторіус                         | 6–4, 6–1                |
| 1973                     | Пет Вокден Іліана Клосс               | Івонн Гулагонг Дженет Янг                         | 7–6, 3–6, 6–2           |
| 1974–1987                | не проводився                         | не проводився                                     | не проводився           |
| 1988                     | Бетт Герр Кенді Рейнольдс             | Лінзі Бартлетт Гелен Келесі                       | 4–6, 7–6(11–9), 6–1     |
| 1989–2003                | не проводився                         | не проводився                                     | не проводився           |
| 2004                     | Джилл Крейбас Марлін Вейгертнер       | Еммануелле Гальярді Анна-Лена Гренефельд          | 7–5, 7–6(7–2)           |
| 2005                     | Лора Гренвілл Абігейл Спірс           | Квета Пешке Марія Емілія Салерні                  | 3–6, 6–2, 6–4           |
| 2006                     | Марія Елена Камерін Хісела Дулко      | Марта Домаховська Саня Мірза                      | 6–4, 3–6, 6–2           |
| 2007                     | Бетані Маттек Саня Мірза              | Аліна Жидкова Тетяна Пучек                        | 7–6(7–4), 7–5           |
| 2008                     | Марія Кириленко Надія Петрова         | Сє Шувей Ярослава Шведова                         | 6–3, 4–6, [10–8]        |
| ↑ Premier 5 tournament ↑ |                                       |                                                   |                         |
| 2009                     | Кара Блек Лізель Губер                | Нурія Льягостера Вівес Марія Хосе Мартінес Санчес | 6–3, 0–6, [10–2]        |
| 2010                     | Марія Кириленко Вікторія Азаренко     | Ліза Реймонд Ренне Стаббс                         | 7–6(7–4), 7–6(10–8)     |
| 2011                     | Ваня Кінґ Ярослава Шведова            | Наталі Грандін Владіміра Углірова                 | 6–4, 3–6, [11–9]        |
| 2012                     | Андреа Главачкова Луціє Градецька     | Катарина Среботнік Чжен Цзє                       | 6–1, 6–3                |
| 2013                     | Сє Шувей Пен Шуай                     | Анна-Лена Гренефельд Квета Пешке                  | 2-6, 6-3, [12-10]       |
| 2014                     | Ракель Копс-Джонс Абігейл Спірс (2)   | Тімеа Бабош Крістіна Младенович                   | 6–1, 2–0, припинили гру |
| 2015                     | Чжань Хаоцін Чжань Юнжань             | Кейсі Деллаква Ярослава Шведова                   | 7–5, 6–4                |
| 2016                     | Саня Мірза (2) Барбора Стрицова       | Мартіна Хінгіс Коко Вандевей                      | 7–5, 6–4                |
| 2017                     | Мартіна Хінгіс Чжань Юнжань           | Сє Шувей Моніка Нікулеску                         | 4-6, 6–4, [10-7]        |
| 2018                     | Луціє Градецька (2) Катерина Макарова | Елізе Мертенс Демі Схюрс                          | 6–2, 7–5                |
| 2019                     | Луціє Градецька (3) Андрея Клепач     | Анна-Лена Гренефельд Демі Схюрс                   | 6–4, 6–1                |
| 2020                     | Квета Пешке Демі Схюрс                | Ніколь Меліхар Сюй Їфань                          | 6–1, 4–6, [10–4]        |
| 2021                     | Саманта Стосур Чжан Шуай              | Габріела Дабровскі Луїза Стефані                  | 7–5, 6–3                |
| 2022                     | Людмила Кіченок Олена Остапенко       | Ніколь Меліхар Еллен Перес                        | 7–6(7–5), 6–3           |
| 2023                     | Алісія Паркс Тейлор Таунсенд          | Ніколь Меліхар Еллен Перес                        | 6–7(1–7), 6–4, [10–6]   |
| 2024                     | Ейжа Мугаммад Ерін Рутліфф            | Лейла Фернандес Юлія Путінцева                    | 3–6, 6–1, [10–4]        |
| 2025                     | Габріела Дабровскі Ерін Рутліфф       | Ґо Ханю Олександра Панова                         | 6–4, 6–3                |

## Виноски
1. ↑  From Club Court to Center Court by Phillip S. Smith, page 3 (2008 Edition; ISBN 978-0-9712445-7-3).
2. 1 2 3 4  Smith, Philip (2010). Eric Duncan (ред.). From Club Court to Center Court (PDF). с. 53—64. ISBN 0-9712445-8-8. Архів оригіналу (PDF) за 4 вересня 2019. Процитовано 14 травня 2011.

| Прапор США | Це незавершена стаття про Сполучені Штати Америки. Ви можете допомогти проєкту, виправивши або дописавши її. |